# Ukraina i olympiska sommarspelen 2012
Ukraina deltog i olympiska sommarspelen 2012 som ägde rum i London i Storbritannien mellan den 27 juli och den 12 augusti 2012.

## Medaljörer
| Medalj | Namn                                                                       | Sport         | Gren                         |
| ------ | -------------------------------------------------------------------------- | ------------- | ---------------------------- |
| Guld   | Jana Sjemjakina                                                            | Fäktning      | Damernas värja               |
| Guld   | Jana Dementjeva Natalija Dovhodko Anastasija Kozjenkova Kateryna Tarasenko | Rodd          | Damernas fyrsculler          |
| Guld   | Oleksiy Torokhtiy                                                          | Tyngdlyftning | Herrarnas 105 kg             |
| Guld   | Jurij Tjeban                                                               | Kanot         | Herrarnas C-1 200 meter      |
| Guld   | Oleksandr Usyk                                                             | Boxning       | Herrarnas tungvikt           |
| Guld   | Vasyl Lomatjenko                                                           | Boxning       | Herrarnas lättvikt           |
| Silver | Inna Osypenko                                                              | Kanot         | Damernas K-1 500 meter       |
| Silver | Inna Osypenko                                                              | Kanot         | Damernas K-1 200 meter       |
| Silver | Denys Berintjyk                                                            | Boxning       | Herrarnas lätt weltervikt    |
| Silver | Oleksandr Pjatnitsia                                                       | Friidrott     | Herrarnas spjutkastning      |
| Silver | Valerij Andrijtsev                                                         | Brottning     | Herrarnas tungvikt i fristil |
| Brons  | Olena Kostevitj                                                            | Skytte        | Damernas 10 m luftpistol     |
| Brons  | Olena Kostevitj                                                            | Skytte        | Damernas 25 m pistol         |
| Brons  | Julija Kalina                                                              | Tyngdlyftning | Damernas 58 kg               |
| Brons  | Olha Charlan                                                               | Fäktning      | Damernas sabel               |
| Brons  | Olha Saladucha                                                             | Friidrott     | Damernas tresteg             |
| Brons  | Igor Radivilov                                                             | Gymnastik     | Herrarnas hopp               |
| Brons  | Taras Sjelestiuk                                                           | Boxning       | Herrarnas weltervikt         |
| Brons  | Olesia Povch Hrystyna Stuy Marija Rjemjen Jelyzaveta Bryzhina              | Friidrott     | Damernas 4x100 meter         |
| Brons  | Oleksandr Hvozdyk                                                          | Boxning       | Herrarnas lätt tungvikt      |

## Badminton
- Huvudartikel: Badminton vid olympiska sommarspelen 2012

| Spelare         | Gren       | Gruppnivå                            | Gruppnivå                          | Gruppnivå         | Gruppnivå        | Eliminering       | Kvartsfinal       | Semifinal         | Final / brons     | Final / brons |
| Spelare         | Gren       | Motståndare Poäng                    | Motståndare Poäng                  | Motståndare Poäng | Placering        | Motståndare Poäng | Motståndare Poäng | Motståndare Poäng | Motståndare Poäng | Placering     |
| --------------- | ---------- | ------------------------------------ | ---------------------------------- | ----------------- | ---------------- | ----------------- | ----------------- | ----------------- | ----------------- | ------------- |
| Dmjtro Zavadskj | Herrsingel | Zwiebler (GER) L 21–17, 10–21, 16–21 | Rasheed (MDV) W 21–8, 21–8         | 2                 | Gick inte vidare | Gick inte vidare  | Gick inte vidare  | Gick inte vidare  | Gick inte vidare  |               |
| Larisa Griga    | Damsingel  | Gavnholt (CZE) L 13–21, 21–15, 15–21 | Schenk (GER) L 13–21, 21–15, 15–21 | 3                 | Gick inte vidare | Gick inte vidare  | Gick inte vidare  | Gick inte vidare  | Gick inte vidare  |               |

## Bordtennis
- Huvudartikel: Bordtennis vid olympiska sommarspelen 2012

Herrar
| Spelare            | Gren       | Inledande omgång     | Runda 1              | Runda 2              | Runda 3              | Runda 4              | Kvartsfinal          | Semifinal            | Final                | Final            |
| Spelare            | Gren       | Motståndare Resultat | Motståndare Resultat | Motståndare Resultat | Motståndare Resultat | Motståndare Resultat | Motståndare Resultat | Motståndare Resultat | Motståndare Resultat | Placering        |
| ------------------ | ---------- | -------------------- | -------------------- | -------------------- | -------------------- | -------------------- | -------------------- | -------------------- | -------------------- | ---------------- |
| Oleksandr Diduch   | Herrsingel | BYE                  | Aguirre (PAR) W 4–3  | Chen W (AUT) L 0–4   | Gick inte vidare     | Gick inte vidare     | Gick inte vidare     | Gick inte vidare     | Gick inte vidare     | Gick inte vidare |
| Jaroslav Zjmudenko | Herrsingel | BYE                  | Assar (EGY) L 1–4    | Gick inte vidare     | Gick inte vidare     | Gick inte vidare     | Gick inte vidare     | Gick inte vidare     | Gick inte vidare     | Gick inte vidare |
| Margarjta Pesotska | Damsingel  | BYE                  | BYE                  | Ramírez (ESP) W 4–1  | Li J (NED) L 0–4     | Gick inte vidare     | Gick inte vidare     | Gick inte vidare     | Gick inte vidare     | Gick inte vidare |
| Tetjana Bilenko    | Damsingel  | BYE                  | Medina (COL) W 4–1   | Dodean (ROU) L 3–4   | Gick inte vidare     | Gick inte vidare     | Gick inte vidare     | Gick inte vidare     | Gick inte vidare     | Gick inte vidare |

## Boxning
- Huvudartikel: Boxning vid olympiska sommarspelen 2012

Herrar
| Boxare            | Gren            | Sextondelsfinal            | Åttondelsfinal       | Kvartsfinal              | Semifinal                   | Final                    | Final            |
| Boxare            | Gren            | Motståndare Resultat       | Motståndare Resultat | Motståndare Resultat     | Motståndare Resultat        | Motståndare Resultat     | Placering        |
| ----------------- | --------------- | -------------------------- | -------------------- | ------------------------ | --------------------------- | ------------------------ | ---------------- |
| Pavlo Isjtjenko   | Bantamvikt      | Diaz (USA) L 9–19          | Gick inte vidare     | Gick inte vidare         | Gick inte vidare            | Gick inte vidare         | Gick inte vidare |
| Vasyl Lomatjenko  | Lättvikt        | BYE                        | Arias (DOM) W 15–3   | Verdejo (PUR) W 14–9     | Toledo (CUB) W 14–11        | Han S-C (KOR) W 19–9     | 1                |
| Denys Berintjyk   | Lätt weltervikt | BYE                        | Yigit (SWE) W 24–23  | Horn (AUS) W 21–13       | Mönkh-Erdene (MGL) W 29–21  | Iglesias (CUB) 0 L 15–22 | 2                |
| Taras Sjelestjuk  | Weltervikt      | BYE                        | Belous (MDA) W 15–7  | Vastine (FRA) W 18+–18   | Evans (GBR) L 10–11         | Did not advance          | 3                |
| Evhen Chjtrov     | Mellanvikt      | BYE                        | Ogogo (GBR) L 18–18+ | Gick inte vidare         | Gick inte vidare            | Gick inte vidare         | Gick inte vidare |
| Oleksandr Gvozdjk | Lätt tungvikt   | Dauhaliavets (BLR) W 18–10 | Bravo (NCA) W 18–6   | Benchabla (ALG) W 19–17  | Niyazymbetov (KAZ) L 13–13+ | Gick inte vidare         | 3                |
| Oleksandr Usyk    | Tungvikt        | i.u.                       | BYE                  | Beterbiyev (RUS) W 17–13 | Pulev (BUL) W 21–5          | Russo (ITA) W 14–11      | 1                |

## Brottning
- Huvudartikel: Brottning vid olympiska sommarspelen 2012

Herrar, fristil
| Brottare                 | Gren    | Kvalomgång           | Åttondelsfinal        | Kvartsfinal          | Semifinal            | Återkval 1           | Återkval 2           | Final / Brons        | Final / Brons |
| Brottare                 | Gren    | Motståndare Resultat | Motståndare Resultat  | Motståndare Resultat | Motståndare Resultat | Motståndare Resultat | Motståndare Resultat | Motståndare Resultat | Placering     |
| ------------------------ | ------- | -------------------- | --------------------- | -------------------- | -------------------- | -------------------- | -------------------- | -------------------- | ------------- |
| Vasjl Fedorjshjin        | -60 kg  | BYE                  | Zarkua (GEO) L 0–3    | Gick inte vidare     | Gick inte vidare     | Gick inte vidare     | Gick inte vidare     | Gick inte vidare     | 17            |
| Andrij Kvjatkovskij      | -66 kg  | BYE                  | Tanatarov (KAZ) L 1–3 | Gick inte vidare     | Gick inte vidare     | Gick inte vidare     | Gick inte vidare     | Gick inte vidare     | 13            |
| Ibragim Aldatov          | -84 kg  | Sokhiev (UZB) W 3–1  | Urishev (RUS) L 1–3   | Gick inte vidare     | Gick inte vidare     | Gick inte vidare     | Gick inte vidare     | Gick inte vidare     | 9             |
| Valerii Andriitsev       | -96 kg  | BYE                  | Iskandari (TJK) W 3–1 | Gazyumov (AZE) W 3–1 | Yazdani (IRI) W 5–0  | BYE                  | BYE                  | Varner (USA) L 0–3   | 2             |
| Oleksandr Chotsianivskji | -120 kg | Akgül (TUR) L 0–3    | Gick inte vidare      | Gick inte vidare     | Gick inte vidare     | Gick inte vidare     | Gick inte vidare     | Gick inte vidare     | 14            |

Herrar, grekisk-romersk stil
| Brottare       | Gren    | Kvalomgång             | Åttondelsfinal       | Kvartsfinal            | Semifinal            | Återkval 1           | Återkval 2           | Final / brons        | Final / brons |
| Brottare       | Gren    | Motståndare Resultat   | Motståndare Resultat | Motståndare Resultat   | Motståndare Resultat | Motståndare Resultat | Motståndare Resultat | Motståndare Resultat | Placering     |
| -------------- | ------- | ---------------------- | -------------------- | ---------------------- | -------------------- | -------------------- | -------------------- | -------------------- | ------------- |
| Vjugar Ragjmov | -55 kg  | Li Sj (CHN) L 1–3      | Gick inte vidare     | Gick inte vidare       | Gick inte vidare     | Gick inte vidare     | Gick inte vidare     | Gick inte vidare     | 13            |
| Lenur Temirov  | -60 kg  | Kebispayev (KAZ) L 0–3 | Gick inte vidare     | Gick inte vidare       | Gick inte vidare     | Gick inte vidare     | Gick inte vidare     | Gick inte vidare     | 18            |
| Vasyl Ratjiba  | -84 kg  | BYE                    | Achouri (TUN) W 3–0  | Gegeshidze (GEO) L 1–3 | Gick inte vidare     | Gick inte vidare     | Gick inte vidare     | Gick inte vidare     | 8             |
| Evgeni Orlov   | -120 kg | BYE                    | Kayaalp (TUR) L 0–3  | Gick inte vidare       | Gick inte vidare     | Gick inte vidare     | Gick inte vidare     | Gick inte vidare     | 18            |

Damer, fristil
| Brottare             | Gren   | Kvalomgång            | Åttondelsfinal        | Kvartsfinal          | Semifinal            | Återkval 1            | Återkval 2           | Final / brons        | Final / brons |
| Brottare             | Gren   | Motståndare Resultat  | Motståndare Resultat  | Motståndare Resultat | Motståndare Resultat | Motståndare Resultat  | Motståndare Resultat | Motståndare Resultat | Placering     |
| -------------------- | ------ | --------------------- | --------------------- | -------------------- | -------------------- | --------------------- | -------------------- | -------------------- | ------------- |
| Irini Merleni        | -48 kg | BYE                   | Kim H-J (KOR) W 3–0   | Caripá (VEN) W 5–0   | Stadnik (AZE) L 0–3  | BYE                   | BYE                  | Chun (USA) L 0–3     | 5             |
| Tetjana Lazareva     | -55 kg | BYE                   | Sayed (EGY) W 5–0     | Verbeek (CAN) L 0–3  | Gick inte vidare     | BYE                   | Geeta (IND) W 3-0    | Rentería (COL) L 1-3 | 5             |
| Julija Ostaptjuk     | -63 kg | Shalygina (KAZ) W 3–0 | Sastin (HUN) W 3–0    | Volosova (RUS) L 0–3 | Gick inte vidare     | Gick inte vidare      | Gick inte vidare     | Gick inte vidare     | 7             |
| Katerjna Burmistrova | -72 kg | BYE                   | Vorobieva (RUS) L 0–3 | Gick inte vidare     | Gick inte vidare     | Manyurova (KAZ) L 0–3 | Gick inte vidare     | Gick inte vidare     | 13            |

## Bågskytte
- Huvudartikel: Bågskytte vid olympiska sommarspelen 2012

Herrar
| Bågskytt                                     | Gren                   | Ranking-runda | Ranking-runda | 32-delsfinal               | Sextondelsfinal            | Åttondelsfinal               | Kvartsfinal            | Semifinal         | Final             | Final            |
| Bågskytt                                     | Gren                   | Poäng         | Seedning      | Motståndare Poäng          | Motståndare Poäng          | Motståndare Poäng            | Motståndare Poäng      | Motståndare Poäng | Motståndare Poäng | Placering        |
| -------------------------------------------- | ---------------------- | ------------- | ------------- | -------------------------- | -------------------------- | ---------------------------- | ---------------------- | ----------------- | ----------------- | ---------------- |
| Dmytro Hratjov                               | Herrarnas individuella | 665           | 28            | Frangilli (ITA) (37) W 7–2 | Furukawa (JPN) (68) L 4–6  | Gick inte vidare             | Gick inte vidare       | Gick inte vidare  | Gick inte vidare  | Gick inte vidare |
| Markijan Ivasjko                             | Herrarnas individuella | 667           | 24            | Cuesta (ESP) (41) W 6–4    | Myo Aung (MYA) (363) W 7–1 | Kuo C-W (TPE) (35) L 0–6     | Gick inte vidare       | Gick inte vidare  | Gick inte vidare  | Gick inte vidare |
| Viktor Ruban                                 | Herrarnas individuella | 660           | 43            | Liu (CHN) (22) W 6–0       | Chen (TPE) (54) W 6–0      | Prevost (FRA) (6) W 6–4      | Oh J-H (KOR) (8) L 1–7 | Gick inte vidare  | Gick inte vidare  | Gick inte vidare |
| Dmytro Hratjov Markijan Ivasjko Viktor Ruban | Herrarnas lag          | 1992          | 9             | i.u.                       | i.u.                       | Storbritannien (8) W 223–212 | Sydkorea (1) L 227–220 | Gick inte vidare  | Gick inte vidare  | Gick inte vidare |

Damer
| Bågskytt                                              | Gren                  | Ranking-runda | Ranking-runda | 32-delsfinal                | Sextondelsfinal   | Åttondelsfinal      | Kvartsfinal       | Semifinal         | Final             | Final            |
| Bågskytt                                              | Gren                  | Poäng         | Seedning      | Motståndare Poäng           | Motståndare Poäng | Motståndare Poäng   | Motståndare Poäng | Motståndare Poäng | Motståndare Poäng | Placering        |
| ----------------------------------------------------- | --------------------- | ------------- | ------------- | --------------------------- | ----------------- | ------------------- | ----------------- | ----------------- | ----------------- | ---------------- |
| Tetjana Dorochova                                     | Damernas individuella | 599           | 59            | Kanie (JPN) (6) L 1–7       | Gick inte vidare  | Gick inte vidare    | Gick inte vidare  | Gick inte vidare  | Gick inte vidare  | Gick inte vidare |
| Katerjna Palecha                                      | Damernas individuella | 624           | 51            | Leek (USA) (14) L 2–6       | Gick inte vidare  | Gick inte vidare    | Gick inte vidare  | Gick inte vidare  | Gick inte vidare  | Gick inte vidare |
| Lidiia Sitjenikova                                    | Damernas individuella | 645           | 32            | Timofejeva (BLR) (33) L 5–6 | Gick inte vidare  | Gick inte vidare    | Gick inte vidare  | Gick inte vidare  | Gick inte vidare  | Gick inte vidare |
| Tetjana Dorochova Katerjna Palecha Lidiia Sitjenikova | Damernas lag          | 1868          | 12            | i.u.                        | i.u.              | Japan (5) L 192–207 | Gick inte vidare  | Gick inte vidare  | Gick inte vidare  | Gick inte vidare |

## Cykling
- Huvudartikel: Cykling vid olympiska sommarspelen 2012

### Landsväg
| Cyklist         | Gren              | Tid     | Placering |
| --------------- | ----------------- | ------- | --------- |
| Andrij Grivko   | Linjelopp, herrar | 5:46:05 | 17        |
| Dmjtro Krivtsov | Linjelopp, herrar | 5:46:37 | 66        |
| Alona Andruk    | Linjelopp, damer  | OTL     | OTL       |

### Bana
Sprint
| Cyklist                   | Gren               | Kval                 | Kval      | Omgång 1                         | Omgång 2                         | Återkval 2                                | Kvartsfinaler                    | Semifinaler                      | Final                                                           | Final     |
| Cyklist                   | Gren               | Tid Hastighet (km/h) | Placering | Motståndare Tid Hastighet (km/h) | Motståndare Tid Hastighet (km/h) | Motståndare Tid Hastighet (km/h)          | Motståndare Tid Hastighet (km/h) | Motståndare Tid Hastighet (km/h) | Motståndare Tid Hastighet (km/h)                                | Placering |
| ------------------------- | ------------------ | -------------------- | --------- | -------------------------------- | -------------------------------- | ----------------------------------------- | -------------------------------- | -------------------------------- | --------------------------------------------------------------- | --------- |
| Ljubov Sjulika            | Damernas sprint    | 11.319 63.609        | 10        | Hansen (NZL) W 11.808 60.975     | Vogel (GER) L                    | Kanis (NED) Lee W S (HKG) W 11.461 62.821 | Meares (AUS) L                   | Gick inte vidare                 | 5:e plats-final Krupeckaitė (LTU) Guerra (CUB) Panarina (BLR) L | 7         |
| Ljubov Sjulika Olena Tsos | Damernas lagsprint | 33.708 53.399        | 7 Q       | i.u.                             | i.u.                             | i.u.                                      | Storbritannien W 33.620 53.539   | i.u.                             | Australien L 33.491 53.745                                      | 4         |

Keirin
| Cyklist        | Gren            | 1:a omgången | Återkval  | 2:a omgången     | Final     |
| Cyklist        | Gren            | Placering    | Placering | Placering        | Placering |
| -------------- | --------------- | ------------ | --------- | ---------------- | --------- |
| Ljubov Sjulika | Damernas keirin | 5 R          | 4         | Gick inte vidare | 13        |

Förföljelse
| Cyklist                                                               | Gren                    | Kval     | Kval      | Semifinaler          | Semifinaler      | Final                | Final            |
| Cyklist                                                               | Gren                    | Tid      | Placering | Motståndare Resultat | Placering        | Motståndare Resultat | Placering        |
| --------------------------------------------------------------------- | ----------------------- | -------- | --------- | -------------------- | ---------------- | -------------------- | ---------------- |
| Jelizaveta Botjkarova Svitlana Galjuk Lesja Kaljtovska Ljubov Sjulika | Damernas lagförföljelse | 3:25.160 | 9         | Gick inte vidare     | Gick inte vidare | Gick inte vidare     | Gick inte vidare |

### Mountainbike
| Cyklist        | Gren                  | Tid     | Placering |
| -------------- | --------------------- | ------- | --------- |
| Serhiy Rysenko | Herrarnas terränglopp | 1:37:32 | 31        |
| Yana Belomoyna | Damernas terränglopp  | 1:35:46 | 13        |

## Friidrott
- Huvudartikel: Friidrott vid olympiska sommarspelen 2012

Förkortningar
- Notera – Placeringar gäller endast den tävlandes eget heat
- Q = Kvalificerade sig till nästa omgång via placering
- q = Kvalificerade sig på tid eller, i fältgrenarna, på placering utan att ha nått kvalgränsen
- NR = Nationellt rekord
- N/A = Omgången inte möjlig i grenen
- Bye = Idrottaren behövde inte delta i omgången

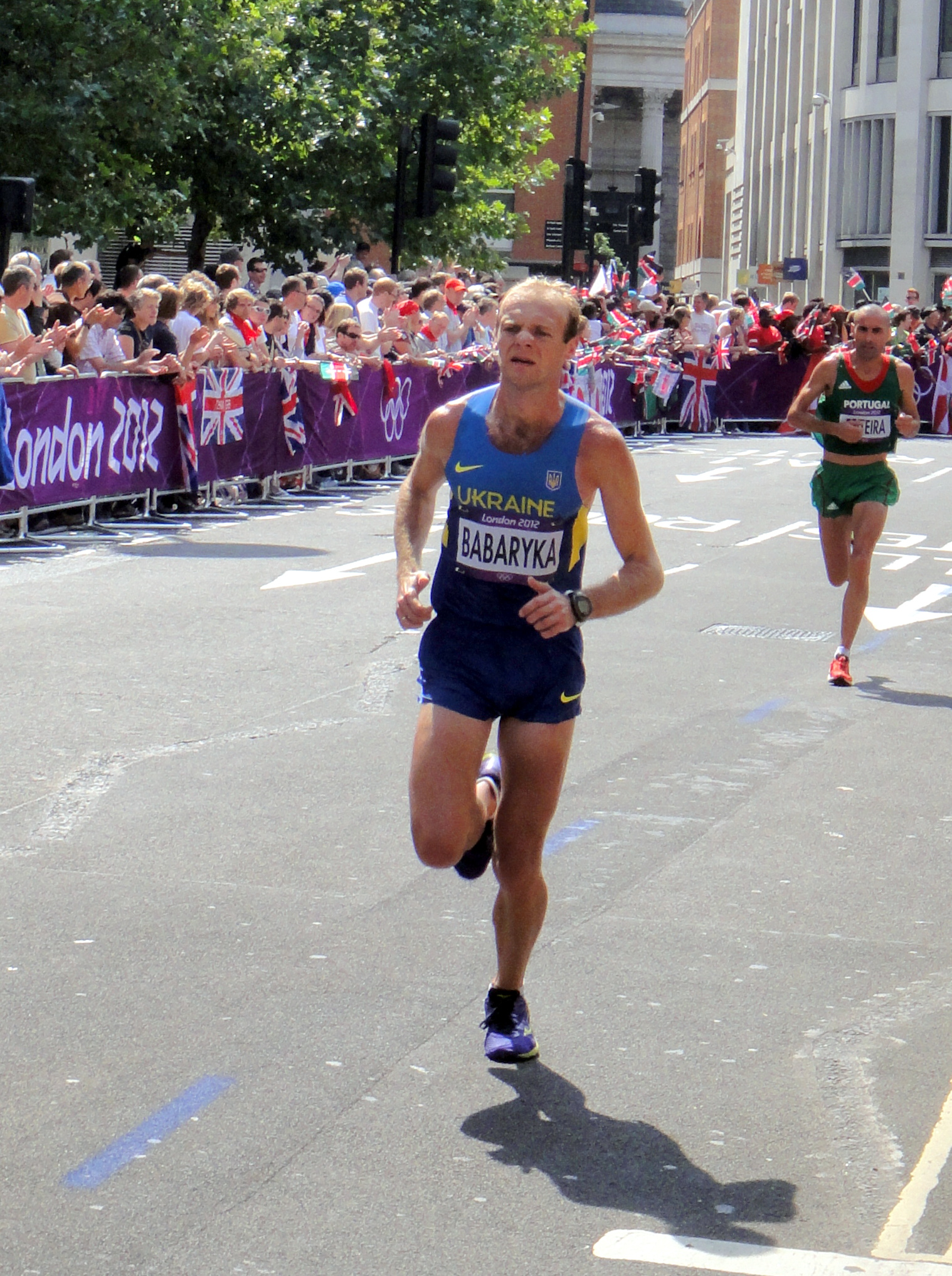
Ivan Babarjka i herrarnas maraton

Herrar
Bana och väg
| Idrottare            | Gren           | Heat     | Heat      | Semifinal        | Semifinal        | Final            | Final            |
| Idrottare            | Gren           | Resultat | Placering | Resultat         | Placering        | Resultat         | Placering        |
| -------------------- | -------------- | -------- | --------- | ---------------- | ---------------- | ---------------- | ---------------- |
| Serhij Smelyk        | 200 m          | 20.65    | 4         | Gick inte vidare | Gick inte vidare | Gick inte vidare | Gick inte vidare |
| Vitalij Butrjm       | 400 m          | 47.62    | 5         | Gick inte vidare | Gick inte vidare | Gick inte vidare | Gick inte vidare |
| Sergej Lebid         | 5 000 m        | 13:53.15 | 18        | i.u.             | i.u.             | Gick inte vidare | Gick inte vidare |
| Mykola Labovskij     | 10 000 m       | i.u.     | i.u.      | i.u.             | i.u.             | 29.32.12         | 26               |
| Stanislav Melnykov   | 400 m häck     | 50.13    | 3 Q       | 50.19            | 6                | Gick inte vidare | Gick inte vidare |
| Vadjm Slobodenjuk    | 3 000 m hinder | 8:23.35  | 8         | i.u.             | i.u.             | Gick inte vidare | Gick inte vidare |
| Ivan Babarjka        | Maraton        | i.u.     | i.u.      | i.u.             | i.u.             | 2:21:52          | 59               |
| Oleksandr Sitkovskij | Maraton        | i.u.     | i.u.      | i.u.             | i.u.             | 2:12:56          | 12               |
| Vitalij Shafar       | Maraton        | i.u.     | i.u.      | i.u.             | i.u.             | 2:16:36          | 29               |
| Ruslan Dmjtrenko     | 20 km gång     | i.u.     | i.u.      | i.u.             | i.u.             | 1:23.21          | 30               |
| Nazar Kovalenko      | 20 km gång     | i.u.     | i.u.      | i.u.             | i.u.             | 1:22.54          | 27               |
| Ivan Losyev          | 20 km gång     | i.u.     | i.u.      | i.u.             | i.u.             | 1:26:50          | 47               |
| Serhij Budza         | 50 km gång     | i.u.     | i.u.      | i.u.             | i.u.             | 3:56:35          | 35               |
| Ihor Hlavan          | 50 km gång     | i.u.     | i.u.      | i.u.             | i.u.             | 3:48:07          | 19               |
| Oleksij Kazanin      | 50 km gång     | i.u.     | i.u.      | i.u.             | i.u.             | DSQ              | DSQ              |

Fältgrenar
| Idrottare            | Gren           | Kval  | Kval      | Final            | Final            |
| Idrottare            | Gren           | Längd | Placering | Längd            | Placering        |
| -------------------- | -------------- | ----- | --------- | ---------------- | ---------------- |
| Viktor Kuznjetsov    | Längdhopp      | 7.50  | 31        | Gick inte vidare | Gick inte vidare |
| Sheryf El-Sheryf     | Tresteg        | 16.60 | 13        | Gick inte vidare | Gick inte vidare |
| Bohdan Bondarenko    | Höjdhopp       | 2.26  | =8 q      | 2.29             | 7                |
| Dmytro Demjanjuk     | Höjdhopp       | 2.21  | =16       | Gick inte vidare | Gick inte vidare |
| Andrij Protsenko     | Höjdhopp       | 2.29  | 5 q       | 2.25             | 9                |
| Maksjm Mazurjk       | Stavhopp       | 5.35  | =18       | Gick inte vidare | Gick inte vidare |
| Denis Jurtjenko      | Stavhopp       | NM    | –         | Gick inte vidare | Gick inte vidare |
| Andrij Semenov       | Kulstötning    | NM    | –         | Gick inte vidare | Gick inte vidare |
| Mjkjta Nesterenko    | Diskuskastning | 59.17 | 34        | Gick inte vidare | Gick inte vidare |
| Roman Avramenko      | Spjutkastning  | 80.06 | 14        | Gick inte vidare | Gick inte vidare |
| Oleksandr Pjatnitsia | Spjutkastning  | 82.40 | 4 Q       | 84.51            | 2                |
| Oleksandr Drjhol     | Släggkastning  | 69.57 | 34        | Gick inte vidare | Gick inte vidare |
| Artem Rubanko        | Släggkastning  | NM    | –         | Gick inte vidare | Gick inte vidare |
| Oleksij Sokjrskij    | Släggkastning  | 77.65 | 4 Q       | 78.25            | 4                |

Kombinerade grenar – tiokamp
| Idrottare        | Gren     | 100 m | LJ   | SP    | HJ   | 400 m | 110H  | DT    | PV   | JT    | 1500 m  | Final | Placering |
| ---------------- | -------- | ----- | ---- | ----- | ---- | ----- | ----- | ----- | ---- | ----- | ------- | ----- | --------- |
| Oleksij Kasianov | Resultat | 10.56 | 7.55 | 14.45 | 1.99 | 48.44 | 14.09 | 46.72 | 4.60 | 54.87 | 4:33.68 | 8283  | 7         |
| Oleksij Kasianov | Poäng    | 961   | 947  | 756   | 794  | 888   | 963   | 802   | 790  | 661   | 721     | 8283  | 7         |

Damer
Bana och väg
| Idrottare | Event          | Heat     | Heat      | Kvartsfinal | Kvartsfinal | Semifinal        | Semifinal        | Final            | Final            |
| Idrottare | Event          | Resultat | Placering | Resultat    | Placering   | Resultat         | Placering        | Resultat         | Placering        |
| --- | -------------- | -------- | --------- | ----------- | ----------- | ---------------- | ---------------- | ---------------- | ---------------- |
| Natalija Pogrebnjak | 100 m          | BYE      | BYE       | 11.46       | 5           | Gick inte vidare | Gick inte vidare | Gick inte vidare | Gick inte vidare |
| Olesya Povh | 100 m          | BYE      | BYE       | 11.18       | 3 Q         | 11.30            | 6                | Gick inte vidare | Gick inte vidare |
| Jelizaveta Brjzjina | 200 m          | 22.82    | 3 Q       | i.u.        | i.u.        | 22.64            | 5                | Gick inte vidare | Gick inte vidare |
| Marija Rjemjen | 200 m          | 22.58    | 1 Q       | i.u.        | i.u.        | 22.62            | 4                | Gick inte vidare | Gick inte vidare |
| Hrjstjna Stuj | 200 m          | 22.66    | 3 Q       | i.u.        | i.u.        | 22.76            | 4                | Gick inte vidare | Gick inte vidare |
| Alina Lohvynenko | 400 m          | 52.08    | 2 Q       | i.u.        | i.u.        | 51.38            | 6                | Gick inte vidare | Gick inte vidare |
| Natalija Pihida | 400 m          | 51.09    | 2 Q       | i.u.        | i.u.        | 51.41            | 5                | Gick inte vidare | Gick inte vidare |
| Julija Krevsun | 800 m          | DNF      | DNF       | i.u.        | i.u.        | Gick inte vidare | Gick inte vidare | Gick inte vidare | Gick inte vidare |
| Lilija Lobanova | 800 m          | DNS      | DNS       | i.u.        | i.u.        | Gick inte vidare | Gick inte vidare | Gick inte vidare | Gick inte vidare |
| Natalija Lupu | 800 m          | 2:08.35  | 1 Q       | i.u.        | i.u.        | 2:01.63          | 5                | Gick inte vidare | Gick inte vidare |
| Anna Misjtjenko | 1 500 m        | 4:13.63  | 13        | i.u.        | i.u.        | Gick inte vidare | Gick inte vidare | Gick inte vidare | Gick inte vidare |
| Anzjelika Sjevtjenko | 1 500 m        | 4:12.97  | 13        | i.u.        | i.u.        | Gick inte vidare | Gick inte vidare | Gick inte vidare | Gick inte vidare |
| Ljudmjla Kovalenko | 5 000 m        | 15:18.60 | 11        | i.u.        | i.u.        | i.u.             | i.u.             | Gick inte vidare | Gick inte vidare |
| Olha Skrjpak | 10 000 m       | i.u.     | i.u.      | i.u.        | i.u.        | i.u.             | i.u.             | 32:14.59         | 20               |
| Hanna Titimets | 400 m häck     | 55.08    | 2 Q       | i.u.        | i.u.        | 55.10            | 4                | Gick inte vidare | Gick inte vidare |
| Hanna Jarosjtjuk | 400 m häck     | 54.81    | 3 Q       | i.u.        | i.u.        | 55.51            | 4                | Gick inte vidare | Gick inte vidare |
| Svitlana Shmidt | 3 000 m hinder | 10:01.09 | 12        | i.u.        | i.u.        | i.u.             | i.u.             | Gick inte vidare | Gick inte vidare |
| Valentjna Zjudina | 3 000 m hinder | 9:37.90  | 7         | i.u.        | i.u.        | i.u.             | i.u.             | Gick inte vidare | Gick inte vidare |
| Nadija Borovska | 20 km gång     | i.u.     | i.u.      | i.u.        | i.u.        | i.u.             | i.u.             | 1:30:03          | 16               |
| Olena Sjumkina | 20 km gång     | i.u.     | i.u.      | i.u.        | i.u.        | i.u.             | i.u.             | 1:36:42          | 50               |
| Olha Jakovenko | 20 km gång     | i.u.     | i.u.      | i.u.        | i.u.        | i.u.             | i.u.             | 1:32:07          | 27               |
| Jelizaveta Brjzjina Natalija Pogrebnjak Olesja Povh Viktorija Pjatatjenko Marija Rjemjen Hrjstjna Stuj                        | 4 x 100 m      | 42.36    | 1 Q       | i.u.        | i.u.        | i.u.             | i.u.             | 42.04 NR         | 3                |
| Julija Baralej Alina Lohvynenko Julija Olisjevska Darja Prjstupa Natalija Pihida Olha Zemljak Hanna Titimets Hanna Jarosjtjuk | 4 x 400 m      | 3:25.90  | 2 Q       | i.u.        | i.u.        | i.u.             | i.u.             | 3:23.57          | 4                |
| Olena Burkovska | Maraton        | i.u.     | i.u.      | i.u.        | i.u.        | i.u.             | i.u.             | 2:33:26          | 48               |
| Tatiana Filonyuk | Maraton        | i.u.     | i.u.      | i.u.        | i.u.        | i.u.             | i.u.             | DNF              | DNF              |
| Tetyana Gamera-Shmyrko | Maraton        | i.u.     | i.u.      | i.u.        | i.u.        | i.u.             | i.u.             | 2:24:32          | 5                |

Fältgrenar
| Idrottare            | Gren           | Kval  | Kval      | Final            | Final            |
| Idrottare            | Gren           | Längd | Placering | Längd            | Placering        |
| -------------------- | -------------- | ----- | --------- | ---------------- | ---------------- |
| Viktorija Rybalko    | Längdhopp      | 6.29  | 20        | Gick inte vidare | Gick inte vidare |
| Marharjta Tverdohlib | Längdhopp      | 6.19  | 26        | Gick inte vidare | Gick inte vidare |
| Hanna Demjdova       | Tresteg        | 13.97 | 15        | Gick inte vidare | Gick inte vidare |
| Hanna Knyazyeva      | Tresteg        | 14.33 | 6 Q       | 14.56            | 4                |
| Olha Saladuha        | Tresteg        | 14.35 | 5 Q       | 14.79            | 3                |
| Olena Holosja        | Höjdhopp       | 1.90  | =15       | Gick inte vidare | Gick inte vidare |
| Vita Stjopina        | Höjdhopp       | 1.80  | 34        | Gick inte vidare | Gick inte vidare |
| Natalija Mazurjk     | Stavhopp       | 4.25  | 26        | Gick inte vidare | Gick inte vidare |
| Hanna Sjelech        | Stavhopp       | 4.10  | 33        | Gick inte vidare | Gick inte vidare |
| Katerjna Karsak      | Diskuskastning | 58.64 | 28        | Gick inte vidare | Gick inte vidare |
| Natalija Semonova    | Diskuskastning | 60.61 | 18        | Gick inte vidare | Gick inte vidare |
| Marharjta Dorozjon   | Spjutkastning  | 56.74 | 28        | Gick inte vidare | Gick inte vidare |
| Hanna Hatsko         | Spjutkastning  | 58.37 | 22        | Gick inte vidare | Gick inte vidare |
| Vera Rebrik          | Spjutkastning  | 58.97 | 19        | Gick inte vidare | Gick inte vidare |
| Irina Novozjylova    | Släggkastning  | 65.35 | 33        | Gick inte vidare | Gick inte vidare |
| Hanna Skjdan         | Släggkastning  | 68.50 | 19        | Gick inte vidare | Gick inte vidare |

Kombinerade grenar – sjukamp
| Idrottare          | Gren     | 100H  | HJ   | SP    | 200 m | LJ   | JT    | 800 m   | Final | Placering |
| ------------------ | -------- | ----- | ---- | ----- | ----- | ---- | ----- | ------- | ----- | --------- |
| Natalija Dobrjnska | Resultat | 13.57 | 1.83 | 15.05 | 24.69 | 3.70 | DNS   | –       | DNF   | DNF       |
| Natalija Dobrjnska | Poäng    | 1040  | 1016 | 864   | 915   | 242  | 0     | –       | DNF   | DNF       |
| Hanna Melnjtjenko  | Resultat | 13.32 | 1.80 | 12.96 | 24.09 | 6.40 | 43.86 | 2:12.90 | 6392  | 10        |
| Hanna Melnjtjenko  | Poäng    | 1077  | 978  | 725   | 972   | 975  | 742   | 923     | 6392  | 10        |
| Lyudmyla Yosypenko | Resultat | 13.25 | 1.83 | 13.90 | 23.68 | 6.31 | 49.63 | 2:13.28 | 6618  | 4         |
| Lyudmyla Yosypenko | Poäng    | 1087  | 1016 | 787   | 1012  | 946  | 853   | 912     | 6618  | 4         |

## Fäktning
- Huvudartikel: Fäktning vid olympiska sommarspelen 2012

Herrar
| Idrottare          | Gren                | Omgång 1          | Omgång 2                 | Omgång 3          | Kvartsfinal       | Semifinal         | Final / BM        | Final / BM       |
| Idrottare          | Gren                | Motståndare Poäng | Motståndare Poäng        | Motståndare Poäng | Motståndare Poäng | Motståndare Poäng | Motståndare Poäng | Placering        |
| ------------------ | ------------------- | ----------------- | ------------------------ | ----------------- | ----------------- | ----------------- | ----------------- | ---------------- |
| Dmjtro Karjutjenko | Värja, individuellt | i.u.              | Borel (FRA) L 10–15      | Gick inte vidare  | Gick inte vidare  | Gick inte vidare  | Gick inte vidare  | Gick inte vidare |
| Dmjtro Bojko       | Sabel, individuellt | BYE               | Dumitrescu (ROU) L 12–15 | Gick inte vidare  | Gick inte vidare  | Gick inte vidare  | Gick inte vidare  | Gick inte vidare |

Damer
| Idrottare                                                              | Gren                  | Omgång 1                | Omgång 2                 | Omgång 3             | Kvartsfinal           | Semifinal                                 | Final / BM                      | Final / BM       |
| Idrottare                                                              | Gren                  | Motståndare Poäng       | Motståndare Poäng        | Motståndare Poäng    | Motståndare Poäng     | Motståndare Poäng                         | Motståndare Poäng               | Placering        |
| ---------------------------------------------------------------------- | --------------------- | ----------------------- | ------------------------ | -------------------- | --------------------- | ----------------------------------------- | ------------------------------- | ---------------- |
| Olena Kryvytska                                                        | Värja, individuellt   | Scanlan (USA) W 15–13   | Măroiu (ROU) L 10–15     | Gick inte vidare     | Gick inte vidare      | Gick inte vidare                          | Gick inte vidare                | Gick inte vidare |
| Ksenija Panteljejeva                                                   | Värja, individuellt   | Yeung C L (HKG) W 15–11 | Li N (CHN) L 10–15       | Gick inte vidare     | Gick inte vidare      | Gick inte vidare                          | Gick inte vidare                | Gick inte vidare |
| Jana Sjemjakina                                                        | Värja, individuellt   | BYE                     | Sjutova (RUS) W 15–12    | Brânză (ROU) W 14–13 | Gherman (ROU) W 15–14 | Sun Yj (CHN) W 14–13                      | Heidemann (GER) W 9–8           | 1                |
| Olena Kryvytska Ksenija Panteljejeva Anfisa Potjkalova Jana Sjemjakina | Värja, lag            | i.u.                    | i.u.                     | i.u.                 | Ryssland L 34–45      | Klassificering semifinal Tyskland L 36–45 | 7:e plats-final Italien L 40–45 | 8                |
| Olha Leleyko                                                           | Florett, individuellt | Khelfaoui (ALG) W 15–4  | Nam H-H (KOR) L 9–15     | Gick inte vidare     | Gick inte vidare      | Gick inte vidare                          | Gick inte vidare                | Gick inte vidare |
| Olha Kharlan                                                           | Sabel, individuellt   | i.u.                    | Tschomakova (BUL) W 15–8 | Mikina (AZE) W 15–10 | Vecchi (ITA) W 15–9   | Velikaya (RUS) L 12–15                    | Zagunis (USA) W 15–10           | 3                |

## Gymnastik
- Huvudartikel: Gymnastik vid olympiska sommarspelen 2012

### Artistisk
Herrar
| Idrottare           | Gren          | Kval    | Kval     | Kval    | Kval     | Kval    | Kval    | Kval    | Kval      | Final   | Final   | Final   | Final   | Final   | Final   | Final   | Final     |
| Idrottare           | Gren          | Redskap | Redskap  | Redskap | Redskap  | Redskap | Redskap | Totalt  | Placering | Redskap | Redskap | Redskap | Redskap | Redskap | Redskap | Totalt  | Placering |
| Idrottare           | Gren          | F       | PH       | R       | V        | PB      | HB      | Totalt  | Placering | F       | PH      | R       | V       | PB      | HB      | Totalt  | Placering |
| ------------------- | ------------- | ------- | -------- | ------- | -------- | ------- | ------- | ------- | --------- | ------- | ------- | ------- | ------- | ------- | ------- | ------- | --------- |
| Mykola Kuksenkov    | Mångkamp, lag | 14.533  | 14.900   | 15.000  | 15.766   | 15.066  | 14.666  | 89.931  | 6 Q       | i.u.    | 15.100  | 15.233  | i.u.    | 15.200  | 15.266  | i.u.    | i.u.      |
| Vitalii Nakonechnyi | Mångkamp, lag | 14.066  | 14.933 Q | i.u.    | i.u.     | 14.133  | 14.800  | i.u.    | i.u.      | 14.333  | 14.866  | i.u.    | i.u.    | i.u.    | 14.266  | i.u.    | i.u.      |
| Ihor Radivilov      | Mångkamp, lag | i.u.    | i.u.     | 15.300  | 16.266 Q | i.u.    | i.u.    | i.u.    | i.u.      | i.u.    | i.u.    | 15.433  | 16.066  | i.u.    | i.u.    | i.u.    | i.u.      |
| Oleh Stepko         | Mångkamp, lag | 15.033  | 14.400   | 14.866  | 15.916   | 13.366  | 13.466  | 87.047  | 20        | 14.866  | 15.000  | 15.033  | 15.733  | 13.933  | i.u.    | i.u.    | i.u.      |
| Oleh Vernyayev      | Mångkamp, lag | 15.033  | 14.366   | 14.600  | 16.333 Q | 14.566  | 14.066  | 88.964  | 13 Q      | 14.866  | i.u.    | i.u.    | 16.266  | 15.600  | 14.466  | i.u.    | i.u.      |
| Total               | Mångkamp, lag | 44.599  | 44.233   | 45.166  | 48.515   | 43.765  | 43.532  | 269.810 | 7 Q       | 44.065  | 44.966  | 45.699  | 48.065  | 44.733  | 43.998  | 271.526 | 4         |

Individuella finaler
| Gymnast             | Gren      | Redskap | Redskap | Redskap | Redskap | Redskap | Redskap | Totalt | Placering |
| Gymnast             | Gren      | F       | PH      | R       | V       | PB      | HB      | Totalt | Placering |
| ------------------- | --------- | ------- | ------- | ------- | ------- | ------- | ------- | ------ | --------- |
| Mjkola Kuksenkov    | Mångkamp  | 14.633  | 14.600  | 15.200  | 15.533  | 15.400  | 15.066  | 90.432 | 4         |
| Vitalii Nakonetjnji | Bygelhäst | i.u.    | 14.766  | i.u.    | i.u.    | i.u.    | i.u.    | 14.766 | 6         |
| Igor Radivilov      | Hopp      | i.u.    | i.u.    | i.u.    | 16.316  | i.u.    | i.u.    | 16.316 | 3         |
| Oleh Vernjajev      | Mångkamp  | 14.533  | 13.966  | 14.866  | 16.233  | 15.033  | 14.300  | 88.931 | 11        |

Damer
| Idrottare          | Gren     | Kval    | Kval    | Kval    | Kval    | Kval   | Kval      | Final            | Final            | Final            | Final            | Final            | Final            |
| Idrottare          | Gren     | Redskap | Redskap | Redskap | Redskap | Totalt | Placering | Redskap          | Redskap          | Redskap          | Redskap          | Totalt           | Placering        |
| Idrottare          | Gren     | F       | V       | UB      | BB      | Totalt | Placering | F                | V                | UB               | BB               | Totalt           | Placering        |
| ------------------ | -------- | ------- | ------- | ------- | ------- | ------ | --------- | ---------------- | ---------------- | ---------------- | ---------------- | ---------------- | ---------------- |
| Natalija Kononenko | Mångkamp | 12.833  | 13.433  | 12.066  | 12.500  | 50.832 | 44        | Gick inte vidare | Gick inte vidare | Gick inte vidare | Gick inte vidare | Gick inte vidare | Gick inte vidare |

### Rytmisk
| Idrottare         | Gren         | Kval   | Kval     | Kval   | Kval   | Kval    | Kval      | Final  | Final    | Final  | Final  | Final   | Final     |
| Idrottare         | Gren         | Boll   | Tunnband | Käglor | Band   | Totalt  | Placering | Boll   | Tunnband | Käglor | Band   | Totalt  | Placering |
| ----------------- | ------------ | ------ | -------- | ------ | ------ | ------- | --------- | ------ | -------- | ------ | ------ | ------- | --------- |
| Alina Maksymenko  | Individuellt | 27.300 | 28.125   | 27.800 | 26.800 | 110.025 | 7 Q       | 27.950 | 26.675   | 27.550 | 27.450 | 109.625 | 6         |
| Ganna Rizatdinova | Individuellt | 27.350 | 26.800   | 27.750 | 26.950 | 108.850 | 10 Q      | 26.750 | 27.050   | 26.975 | 26.500 | 107.400 | 10        |

| Idrottare                                                                                           | Gren  | Kval   | Kval              | Kval   | Kval      | Final    | Final             | Final  | Final     |
| Idrottare                                                                                           | Gren  | 5 rep  | 3 band 2 tunnband | Totalt | Placering | 5 bollar | 3 band 2 tunnband | Totalt | Placering |
| --------------------------------------------------------------------------------------------------- | ----- | ------ | ----------------- | ------ | --------- | -------- | ----------------- | ------ | --------- |
| Olena Dmjtrasj Jevgenija Gomon Valeriia Gudjm Viktoriia Lenjsjyn Viktoriia Mazur Svitlana Prokopova | Trupp | 27.050 | 27.100            | 54.150 | 6 Q       | 27.200   | 27.175            | 54.375 | 5         |

### Trampolin
| Idrottare    | Gren      | Kval   | Kval      | Final            | Final            |
| Idrottare    | Gren      | Poäng  | Placering | Poäng            | Placering        |
| ------------ | --------- | ------ | --------- | ---------------- | ---------------- |
| Juri Nikitin | Herrarnas | 79.070 | 14        | Gick inte vidare | Gick inte vidare |
| Marina Kiyko | Damernas  | 73.460 | 16        | Gick inte vidare | Gick inte vidare |

## Judo
Herrar
| Idrottare            | Gren                     | 32-delsfinal               | Sextondelsfinal           | Åttondelsfinal               | Kvartsfinal          | Semifinal            | Återkval             | Bronsmatch           | Final                | Final            |
| Idrottare            | Gren                     | Motståndare Resultat       | Motståndare Resultat      | Motståndare Resultat         | Motståndare Resultat | Motståndare Resultat | Motståndare Resultat | Motståndare Resultat | Motståndare Resultat | Placering        |
| -------------------- | ------------------------ | -------------------------- | ------------------------- | ---------------------------- | -------------------- | -------------------- | -------------------- | -------------------- | -------------------- | ---------------- |
| Georgii Zantaraia    | Extra lättvikt (-60 kg)  | BYE                        | Verde (ITA) L 0000–0001   | Gick inte vidare             | Gick inte vidare     | Gick inte vidare     | Gick inte vidare     | Gick inte vidare     | Gick inte vidare     | Gick inte vidare |
| Sergiy Drebot        | Halv lättvikt (-66 kg)   | BYE                        | Cho J-H (KOR) L 0002–0011 | Gick inte vidare             | Gick inte vidare     | Gick inte vidare     | Gick inte vidare     | Gick inte vidare     | Gick inte vidare     | Gick inte vidare |
| Volodymyr Soroka     | Lättvikt (-73 kg)        | BYE                        | Pina (POR) W 0102–0011    | Sainjargal (MGL) L 0002–0011 | Gick inte vidare     | Gick inte vidare     | Gick inte vidare     | Gick inte vidare     | Gick inte vidare     | Gick inte vidare |
| Artem Vasylenko      | Halv mellanvikt (-81 kg) | Bozbayev (KAZ) L 0001–1000 | Gick inte vidare          | Gick inte vidare             | Gick inte vidare     | Gick inte vidare     | Gick inte vidare     | Gick inte vidare     | Gick inte vidare     | Gick inte vidare |
| Roman Gontiuk        | Mellanvikt (90 kg)       | i.u.                       | Camilo (BRA) L 0001–1001  | Gick inte vidare             | Gick inte vidare     | Gick inte vidare     | Gick inte vidare     | Gick inte vidare     | Gick inte vidare     | Gick inte vidare |
| Artem Bloshenko      | Halv tungvikt (-100 kg)  | i.u.                       | Kelly (AUS) W 0010–0000   | Hwang H-T (KOR) L 0000–1001  | Gick inte vidare     | Gick inte vidare     | Gick inte vidare     | Gick inte vidare     | Gick inte vidare     | Gick inte vidare |
| Stanislav Bondarenko | Tungvikt (+100 kg)       | i.u.                       | Ceraj (SLO) L 0002–0021   | Gick inte vidare             | Gick inte vidare     | Gick inte vidare     | Gick inte vidare     | Gick inte vidare     | Gick inte vidare     | Gick inte vidare |

Damer
| Idrottare         | Gren                   | Sextondelsfinal          | Åttondelsfinal             | Kvartsfinal              | Semifinal            | Återkval                      | Bronsmatch               | Final                | Final            |
| Idrottare         | Gren                   | Motståndare Resultat     | Motståndare Resultat       | Motståndare Resultat     | Motståndare Resultat | Motståndare Resultat          | Motståndare Resultat     | Motståndare Resultat | Placering        |
| ----------------- | ---------------------- | ------------------------ | -------------------------- | ------------------------ | -------------------- | ----------------------------- | ------------------------ | -------------------- | ---------------- |
| Nataliya Smal     | Mellanvikt (-70 kg)    | Blanco (ESP) L 0002–0110 | Gick inte vidare           | Gick inte vidare         | Gick inte vidare     | Gick inte vidare              | Gick inte vidare         | Gick inte vidare     | Gick inte vidare |
| Maryna Pryshchepa | Halv tungvikt (-78 kg) | BYE                      | Tcheuméo (FRA) L 0000–0100 | Gick inte vidare         | Gick inte vidare     | Gick inte vidare              | Gick inte vidare         | Gick inte vidare     | Gick inte vidare |
| Iryna Kindzerska  | Tungvikt (+78 kg)      | BYE                      | Kocatürk (TUR) W 0103–0002 | Tong W (CHN) L 0000–0100 | Gick inte vidare     | Ivashchenko (RUS) W 0010–0002 | Bryant (GBR) L 0011–0020 | Gick inte vidare     | 5                |

## Kanotsport
Sprint
| Kanotist      | Gren               | Heat     | Heat      | Semifinal | Semifinal | Final    | Final     |
| Kanotist      | Gren               | Tid      | Placering | Tid       | Placering | Tid      | Placering |
| ------------- | ------------------ | -------- | --------- | --------- | --------- | -------- | --------- |
| Jurij Tjeban  | Herrarnas C1 200 m | 41.036   | 1 Q       | 40.647    | 1 FA      | 42.291   | 1         |
| Inna Osypenko | Damernas K1 200 m  | 42.119   | 1 Q       | 41.360    | 3 FA      | 45.053   | 2         |
| Inna Osypenko | Damernas K1 500 m  | 1:52.268 | 4 Q       | 1:51.515  | 2 FA      | 1:52.685 | 2         |

## Konstsim
| Idrottare                      | Gren           | Teknisk rutin | Teknisk rutin | Fri rutin (inledande) | Fri rutin (inledande)  | Fri rutin (inledande) | Fri rutin (final) | Fri rutin (final)      | Fri rutin (final) |
| Idrottare                      | Gren           | Poäng         | Placering     | Poäng                 | Totalt (teknisk + fri) | Placering             | Placering         | Totalt (teknisk + fri) | Placering         |
| ------------------------------ | -------------- | ------------- | ------------- | --------------------- | ---------------------- | --------------------- | ----------------- | ---------------------- | ----------------- |
| Ksenija Sydorenko Darya Jusjko | Damernas duett | 92.200        | 6             | 92.140                | 184.340                | 6 Q                   | 92.670            | 184.870                | 6                 |

## Modern femkamp
| Idrottare            | Gren   | Fäktning (värja) | Fäktning (värja) | Fäktning (värja) | Simning (200 m frisim) | Simning (200 m frisim) | Simning (200 m frisim) | Ridsport (hästhoppning) | Ridsport (hästhoppning) | Ridsport (hästhoppning) | Kombinerat: skytte/löpning (10 m luftpistol)/(3000 m) | Kombinerat: skytte/löpning (10 m luftpistol)/(3000 m) | Kombinerat: skytte/löpning (10 m luftpistol)/(3000 m) | Totalpoäng | Slutpoäng |
| Idrottare            | Gren   | Resultat         | Placering        | MF-poäng         | Tid                    | Placering              | MF-poäng               | Straff                  | Placering               | MF-poäng                | Tid                                                   | Placering                                             | MF-poäng                                              | Totalpoäng | Slutpoäng |
| -------------------- | ------ | ---------------- | ---------------- | ---------------- | ---------------------- | ---------------------- | ---------------------- | ----------------------- | ----------------------- | ----------------------- | ----------------------------------------------------- | ----------------------------------------------------- | ----------------------------------------------------- | ---------- | --------- |
| Dmytro Kirpuljanskyj | Herrar | 17–18            | =13              | 808              | 2:04,83                | 16                     | 1304                   | 860*                    | 35                      | 340                     | 11:18,80                                              | 28                                                    | 2288                                                  | 4740       | 35        |
| Pavlo Tymosjtjenko   | Herrar | 13–22            | 33               | 712              | 2:08,15                | 23                     | 1264                   | 60                      | 14                      | 1140                    | 10:48,37                                              | 15                                                    | 2408                                                  | 5524       | 23        |
| Iryna Chokhlova      | Damer  | 18–17            | =16              | 832              | 2:16,22                | 9                      | 1168                   | 0                       | 1                       | 1200                    | 12:32,44                                              | 22                                                    | 1992                                                  | 5192       | 10        |
| Viktorija Teresjtjuk | Damer  | 14–21            | =28              | 736              | 2:16,07                | 8                      | 1168                   | 132                     | 26                      | 1068                    | 12:24,64                                              | 18                                                    | 2024                                                  | 4996       | 23        |

## Ridsport

### Dressyr
| Ryttare            | Häst   | Grand Prix | Grand Prix | Grand Prix Special | Grand Prix Special | Grand Prix Freestyle | Grand Prix Freestyle | Placering |
| Ryttare            | Häst   | Poäng      | Placering  | Poäng              | Placering          | Poäng                | Placering            | Placering |
| ------------------ | ------ | ---------- | ---------- | ------------------ | ------------------ | -------------------- | -------------------- | --------- |
| Svetlana Kiseliova | Parish | 66,763     | 46         | Ej kvalificerad    | Ej kvalificerad    | Ej kvalificerad      | Ej kvalificerad      | 46        |

### Hoppning
| Tävlande            | Häst               | Kvalifikation | Kvalifikation | Kvalifikation   | Kvalifikation   | Kvalifikation   | Kvalifikation   | Kvalifikation   | Kvalifikation   | Final           | Final           | Final           | Final           | Final           | Total     |
| Tävlande            | Häst               | Runda 1       | Runda 1       | Runda 2         | Runda 2         | Runda 2         | Runda 3         | Runda 3         | Runda 3         | Runda A         | Runda A         | Runda B         | Runda B         | Runda B         | Total     |
| Tävlande            | Häst               | Straff        | Placering     | Straff          | Total           | Placering       | Straff          | Total           | Placering       | Straff          | Placering       | Straff          | Totalt          | Placering       | Placering |
| ------------------- | ------------------ | ------------- | ------------- | --------------- | --------------- | --------------- | --------------- | --------------- | --------------- | --------------- | --------------- | --------------- | --------------- | --------------- | --------- |
| Cassio Rivetti      | Temple Road        | 0             | 1             | 5               | 5               | 27              | 12              | 17              | 35              | 5               | 20              | 4               | 9               | 12              | 12        |
| Bjorn Nagel         | Niack de l’Abbaye  | 4             | 42            | 4               | 8               | 31              | 13              | 21              | 39              | Ej kvalificerad | Ej kvalificerad | Ej kvalificerad | Ej kvalificerad | Ej kvalificerad | 39        |
| Katharina Offel     | Vivant             | 4             | 42            | 12              | 16              | 58              | Ej kvalificerad | Ej kvalificerad | Ej kvalificerad | Ej kvalificerad | Ej kvalificerad | Ej kvalificerad | Ej kvalificerad | Ej kvalificerad | 58        |
| Aleksandr Onishenko | Comte d'Arsouilles | 18            | 70            | Ej kvalificerad | Ej kvalificerad | Ej kvalificerad | Ej kvalificerad | Ej kvalificerad | Ej kvalificerad | Ej kvalificerad | Ej kvalificerad | Ej kvalificerad | Ej kvalificerad | Ej kvalificerad | 70        |

| Tävlande                                                       | Häst     | Runda 1 | Runda 1   | Runda 2         | Runda 2         | Placering |
| Tävlande                                                       | Häst     | Straff  | Placering | Straff          | Placering       | Placering |
| -------------------------------------------------------------- | -------- | ------- | --------- | --------------- | --------------- | --------- |
| Cassio Rivetti Bjorn Nagel Katharina Offel Aleksandr Onishenko | som ovan | 21      | 14        | Ej kvalificerad | Ej kvalificerad | 14        |

## Rodd
Herrar
| Idrottare | Gren             | Heat    | Heat      | Återkval | Återkval  | Semifinal | Semifinal | Final   | Final     | Final |
| Idrottare | Gren             | Tid     | Placering | Tid      | Placering | Tid       | Placering | Tid     | Placering |       |
| --- | ---------------- | ------- | --------- | -------- | --------- | --------- | --------- | ------- | --------- | ----- |
| Dmytro Michai Artem Morozov | Dubbelsculler    | 6:49,70 | 4 R       | 6:30,19  | 2 SA/B    | 6:36,52   | 6 FB      | 6:31,51 | 11        |       |
| Sergij Gryn Ivan Dovgodko Volodymyr Pavlovskij Kostiantyn Zaitsev                                                                                       | Scullerfyra      | 5:43,46 | 3 SA/B    | BYE      | BYE       | 6:16,23   | 5 FB      | 6:01,23 | 9         |       |
| Sergii Tjykanov Viktor Grebennjkov Anton Cholyaznjkov Valentyn Kletskoy Oleksandr Konovaliuk (styrman) Oleg Lykov Artem Moroz Andrij Pryveda Ivan Tymko | Åtta med styrman | 5:38,02 | 4 R       | 5:42,19  | 6 FB      | i.u.      | i.u.      | 6:07,33 | 8         |       |

Damer
| Idrottare                                                                  | Gren          | Heat    | Heat      | Återkval | Återkval  | Final   | Final     | Final |
| Idrottare                                                                  | Gren          | Tid     | Placering | Tid      | Placering | Tid     | Placering |       |
| -------------------------------------------------------------------------- | ------------- | ------- | --------- | -------- | --------- | ------- | --------- | ----- |
| Olena Buryak Anna Kravchenko                                               | Dubbelsculler | 7:09,40 | 5 R       | 7:23,02  | 6 FB      | 7:36,65 | 10        |       |
| Yana Dementieva Natalija Dovhodko Anastasiia Kozhenkova Kateryna Tarasenko | Scullerfyra   | 6:14,82 | 2 FA      | BYE      | BYE       | 6:35,93 | 1         |       |

## Segling
Herrar
| Seglare            | Gren      | Lopp   | Lopp     | Lopp | Lopp | Lopp | Lopp | Lopp | Lopp | Lopp | Lopp | Lopp | Summerad poäng | Finalplacering |
| Seglare            | Gren      | 1      | 2        | 3    | 4    | 5    | 6    | 7    | 8    | 9    | 10   | M*   | Summerad poäng | Finalplacering |
| ------------------ | --------- | ------ | -------- | ---- | ---- | ---- | ---- | ---- | ---- | ---- | ---- | ---- | -------------- | -------------- |
| Maksym Oberemko    | RS:X      | 36     | 35       | 16   | 28   | 17   | 31   | 23   | 14   | 6    | 11   | EL   | 181            | 23             |
| Valerij Kudryashov | Laser     | 48     | 38       | 42   | 31   | 38   | 40   | 35   | 36   | 38   | 43   | EL   | 341            | 44             |
| Oleksij Boryzov    | Finnjolle | 21 RDG | 18.6 RDG | 19   | 19   | 15   | 19   | 23   | 14   | 17   | 18   | EL   | 160.6          | 19             |

M = Medaljlopp; EL = Eliminerad – gick inte vidare till medaljloppet;
Damer
| Seglare        | Gren | Lopp | Lopp | Lopp | Lopp | Lopp | Lopp | Lopp | Lopp | Lopp | Lopp | Lopp | Summerad poäng | Finalplacering |
| Seglare        | Gren | 1    | 2    | 3    | 4    | 5    | 6    | 7    | 8    | 9    | 10   | M*   | Summerad poäng | Finalplacering |
| -------------- | ---- | ---- | ---- | ---- | ---- | ---- | ---- | ---- | ---- | ---- | ---- | ---- | -------------- | -------------- |
| Olha Maslivets | RS:X | 3    | 4    | 14   | 10   | 3    | 3    | 1    | 3    | 7    | 10   | 4    | 48             | 4              |

M = Medaljlopp; EL = Eliminerad – gick inte vidare till medaljloppet;

## Simhopp
Herrar
| Idrottare                               | Gren             | Kval   | Kval      | Semifinal | Semifinal | Final            | Final            |
| Idrottare                               | Gren             | Poäng  | Placering | Poäng     | Placering | Poäng            | Placering        |
| --------------------------------------- | ---------------- | ------ | --------- | --------- | --------- | ---------------- | ---------------- |
| Illja Kvasja                            | 3 m              | 470,25 | 6 Q       | 478,60    | 7 Q       | 462,25           | 8                |
| Oleksij Pryhorov                        | 3 m              | 439,80 | 17 Q      | 414,15    | 16        | Gick inte vidare | Gick inte vidare |
| Oleksandr Bondar                        | 10 m             | 481,65 | 7 Q       | 496,30    | 11 Q      | 443,70           | 12               |
| Anton Zacharov                          | 10 m             | 451,35 | 12 Q      | 464,70    | 15        | Gick inte vidare | Gick inte vidare |
| Illja Kvasja Oleksij Pryhorov           | 3 m parhoppning  | i.u.   | i.u.      | i.u.      | i.u.      | 434,22           | 4                |
| Oleksandr Bondar Oleksandr Gorsjkovozov | 10 m parhoppning | i.u.   | i.u.      | i.u.      | i.u.      | 433,32           | 8                |

Damer
| Idrottare                              | Gren             | Kval   | Kval      | Semifinal        | Semifinal        | Final            | Final            |
| Idrottare                              | Gren             | Poäng  | Placering | Poäng            | Placering        | Poäng            | Placering        |
| -------------------------------------- | ---------------- | ------ | --------- | ---------------- | ---------------- | ---------------- | ---------------- |
| Olena Fedorova                         | 3 m              | 308,70 | 14 Q      | 314,70           | 12 Q             | 317,80           | 9                |
| Hanna Pysmenska                        | 3 m              | 271,50 | 21        | Gick inte vidare | Gick inte vidare | Gick inte vidare | Gick inte vidare |
| Iuliia Prokoptjuk                      | 10 m             | 324,85 | 11 Q      | 315,80           | 12 Q             | 344,55           | 12               |
| Olena Fedorova Hanna Pysmenska         | 3 m parhoppning  | i.u.   | i.u.      | i.u.             | i.u.             | 302,40           | 6                |
| Iuliia Prokoptjuk Viktorija Potjechina | 10 m parhoppning | i.u.   | i.u.      | i.u.             | i.u.             | 299,64           | 8                |

## Taekwondo
| Idrottare        | Gren             | Åttondelsfinaler      | Kvartsfinaler              | Semifinaer           | Återkval             | Bronsmatch           | Final                | Final            |
| Idrottare        | Gren             | Motståndare Resultat  | Motståndare Resultat       | Motståndare Resultat | Motståndare Resultat | Motståndare Resultat | Motståndare Resultat | Placering        |
| ---------------- | ---------------- | --------------------- | -------------------------- | -------------------- | -------------------- | -------------------- | -------------------- | ---------------- |
| Hryhorii Husarov | Herrarnas −68 kg | Campbell (NZL) W 10–6 | Tazegül (TUR) L 2–9        | Gick inte vidare     | Jennings (USA) L 2–3 | Gick inte vidare     | Gick inte vidare     | Gick inte vidare |
| Maryna Konieva   | Damernas +67 kg  | Dawani (JOR) W 18–13  | Hernández (CUB) L 2–16 PTG | Gick inte vidare     | Gick inte vidare     | Gick inte vidare     | Gick inte vidare     | Gick inte vidare |

## Tennis
| Spelare             | Gren       | Omgång 1                      | Omgång 2          | Åttondelsfinaler  | Kvartsfinaler     | Semifinaler       | Final / BM        | Final / BM       |
| Spelare             | Gren       | Motståndare Poäng             | Motståndare Poäng | Motståndare Poäng | Motståndare Poäng | Motståndare Poäng | Motståndare Poäng | Placering        |
| ------------------- | ---------- | ----------------------------- | ----------------- | ----------------- | ----------------- | ----------------- | ----------------- | ---------------- |
| Sergij Stachovsky   | Herrsingel | Hewitt (AUS) L 3–6, 6–4, 3–6  | Gick inte vidare  | Gick inte vidare  | Gick inte vidare  | Gick inte vidare  | Gick inte vidare  | Gick inte vidare |
| Kateryna Bondarenko | Damsingel  | Kvitová (CZE) L 4–6, 7–5, 4–6 | Gick inte vidare  | Gick inte vidare  | Gick inte vidare  | Gick inte vidare  | Gick inte vidare  | Gick inte vidare |

## Triathlon
| Triathlet           | Gren                | Simning (1,5 km) | Trans 1 | Cykling (40 km) | Trans 2 | Löpning (10 km) | Total tid | Placering |
| ------------------- | ------------------- | ---------------- | ------- | --------------- | ------- | --------------- | --------- | --------- |
| Danjlo Sapunov      | Herrarnas triathlon | 18:08            | 0:42    | 59:35           | 0:29    | 32:38           | 1:51:32   | 42        |
| Julija Jelistratova | Damernas triathlon  | 20:50            | 0:46    | Varvad          | Varvad  | Varvad          | Varvad    | Varvad    |